# Hipódromo (Mooca)
Hipódromo é um bairro no distrito da Mooca na cidade de São Paulo.

## História
O bairro do Hipódromo, situado na zona leste de São Paulo, é um testemunho vibrante da evolução urbana e cultural da cidade ao longo dos séculos. Sua história remonta ao período pré-colonial, quando a região era habitada por povos indígenas vivendo em harmonia com a natureza. Com a chegada dos colonizadores europeus, a área começou a ganhar importância estratégica graças à sua proximidade com os rios que cortam São Paulo.
No século XIX, a região iniciou seu desenvolvimento urbano com a construção de vias que conectavam o centro da cidade a outras localidades, atraindo famílias em busca de novas oportunidades. A história do hipódromo de São Paulo teve início em 1876, quando o local foi inaugurado oficialmente, marcando uma profunda evolução nas corridas de cavalo na capital paulista. Até então, esses eventos eram amadores, sem uma praça esportiva específica. Uma extensa área na Mooca foi escolhida para abrigar este primeiro hipódromo, devido à sua localização próxima à linha férrea da Central do Brasil (hoje CPTM).
O hipódromo trouxe grande movimentação e desenvolvimento para a tranquila Mooca. Em cada evento, a sociedade paulistana se deslocava até o bairro para desfrutar de manhãs e tardes agradáveis de competições de cavalos, chegando de trem, carruagens, carros ou bondes. Homens elegantes em ternos e cartolas e mulheres em vestidos finos faziam parte do cenário. O auge do hipódromo da Mooca ocorreu na primeira metade da década de 1930, quando as corridas atingiram seu ápice, tornando o local pequeno para as atividades crescentes do Jockey Club de São Paulo.
Foi então que se começou a discutir a construção de um novo hipódromo, com projeto desenhado por Fábio Prado. Inicialmente, a área escolhida foi o Ibirapuera, mas a doação de uma área de 600 mil metros quadrados pela Companhia Cidade Jardim alterou o destino do novo local. Em 25 de janeiro de 1941, o novo hipódromo foi inaugurado na Cidade Jardim, encerrando as atividades na Mooca. O primeiro hipódromo da cidade, aberto em 14 de março de 1875 e conhecido como Prado da Mooca ou Hippódromo Paulistano, foi demolido, e, com o tempo, os rastros de atividades hípicas na região desapareceram.
Após a saída do hipódromo, a área continuou a se desenvolver, atraindo imigrantes, especialmente italianos e portugueses, que buscavam trabalho e melhores condições de vida. Esses grupos deixaram uma marca cultural significativa, contribuindo para o desenvolvimento do sotaque moquense. No início do século XX, o bairro se tornou um polo industrial, abrigando fábricas que fomentaram o crescimento econômico local. A infraestrutura de transporte, com linhas de bonde e ônibus, facilitou o acesso ao bairro, promovendo o comércio e a instalação de novas empresas.
O comércio local floresceu ao longo do século XX, com lojas e mercados que supriam as necessidades dos moradores. O bairro desempenhou um papel crucial no desenvolvimento econômico de São Paulo, não apenas como um centro industrial, mas também como um ponto de convivência multicultural que enriqueceu a vida cultural da cidade.

## Atualidade
Nas últimas décadas, o bairro passou por um processo de gentrificação, com a valorização imobiliária e a chegada de novos empreendimentos residenciais e comerciais. Esse fenômeno trouxe modernização, mas também deslocou antigos moradores, gerando debates sobre a preservação da identidade local. Atualmente, o bairro conta com áreas de importância histórica e cultural, como igrejas e praças que preservam a memória de seus primeiros habitantes.